# 인스턴트 패밀리
《인스턴트 패밀리》(영어: Instant Family)는 미국에서 제작된 2018년 가족 코미디 드라마 영화이다. 숀 앤더스가 연출, 공동 각본, 제작을 맡았다. 마크 월버그, 로즈 번, 이저벨라 머세드, 옥타비아 스펜서, 티그 노타로 등이 출연하였다.
미국에서 2018년 11월 16일 개봉되었다.

## 출연
- 마크 월버그
- 로즈 번
- 이저벨라 머세드
- 옥타비아 스펜서
- 티그 노타로
- 마고 마틴데일
- 줄리 해거티
- 마이클 오키프
- 톰 시구라
- 일라이자 슐레싱거
- 벌렌테이 로드리게스
- 찰리 맥더멋
- 이브 할로
- 앤드리아 앤더스
- 게리 위크스
- 조앤 큐색